# Eemil Halonen
Eemil Halonen (1875 - 1950) fue uno de los escultores fineses más productivos. Empezó a estudiar para trabajar la madera en la escuela de artesanía de Lappeenranta y Lapvesi. Más tarde estudió escultura con Emil Wikström (de 1895 a 1897) y en la Escuela de Arte de Finlandia de 1896 hasta 1898. Viajó a estudiar a Rusia, Francia e Italia.
Las obras de arte Emil Halonen abarcaron diferentes técnicas, temáticas y materiales. Mientras vivía en Lapinlahti esculpió las imágenes de la gente común, así como obras públicas, a menudo hechas de madera finlandesa y piedra. 
Fundó la primera fundición de la Laponia finlandesa en el Golfo, que en la actualidad es el Museo Emil Halonen en Lapinlahti.
Después de trasladarse a Helsinki en 1919, Emil Halonen se concentró en obras de encargo, entre ellas lápidas y retratos como los de Eero Erkolle, Ernst Nevanlinnalle y Sulevi Manniselle y el monumento funerario de la familia Peuran. Su escultura de Minna Canth, le dio a conocer en Kuopio, en 1937, es una de las piezas públicas de Halonen más conocida.
Emil Halonen es un de los intérpretes más notables de la epopeya nacional de Finlandia, el Kalevala. Durante su carrera artística, que duró más de 50 años, representó en repetidas ocasiones temas del Kalevala. Un tema central de su escultura fue el de los personajes femeninos de la Kalevala, desde Louhe a Sotkottaret. Para Emil Halonen, el Kalevala fue un libro sagrado que en términos generales afectó su visión de la vida. A menudo decía: "El Kalevala tiene sabiduría profunda". 

## Familia
Los padres de Halonen eran agricultores, Jussi Halonen y Anna-Liisa os Puurunen. Su pareja fue Alli os Leinonen. Emil y Pekka Halonen el pintor, eran primos.

## Obras
Entre las mejores y más conocidas obras de Emil Halonen se incluyen las siguientes:
- Estatua de Minna Canth, en Kuopio, de 1937, pieza pública.
- Lápidas en Helsinki, a partir de 1919.
- Seis esculturas decorativas, edificio comercial Lallukka Viipuri 1903-04.
- Madre e hijos, granito, Finlandia, Helsinki 1911.
- Estatuas de héroes en Muuruvesi, Iisalmen, Hiitola y Kuopio.